# Dolina Staroleśna

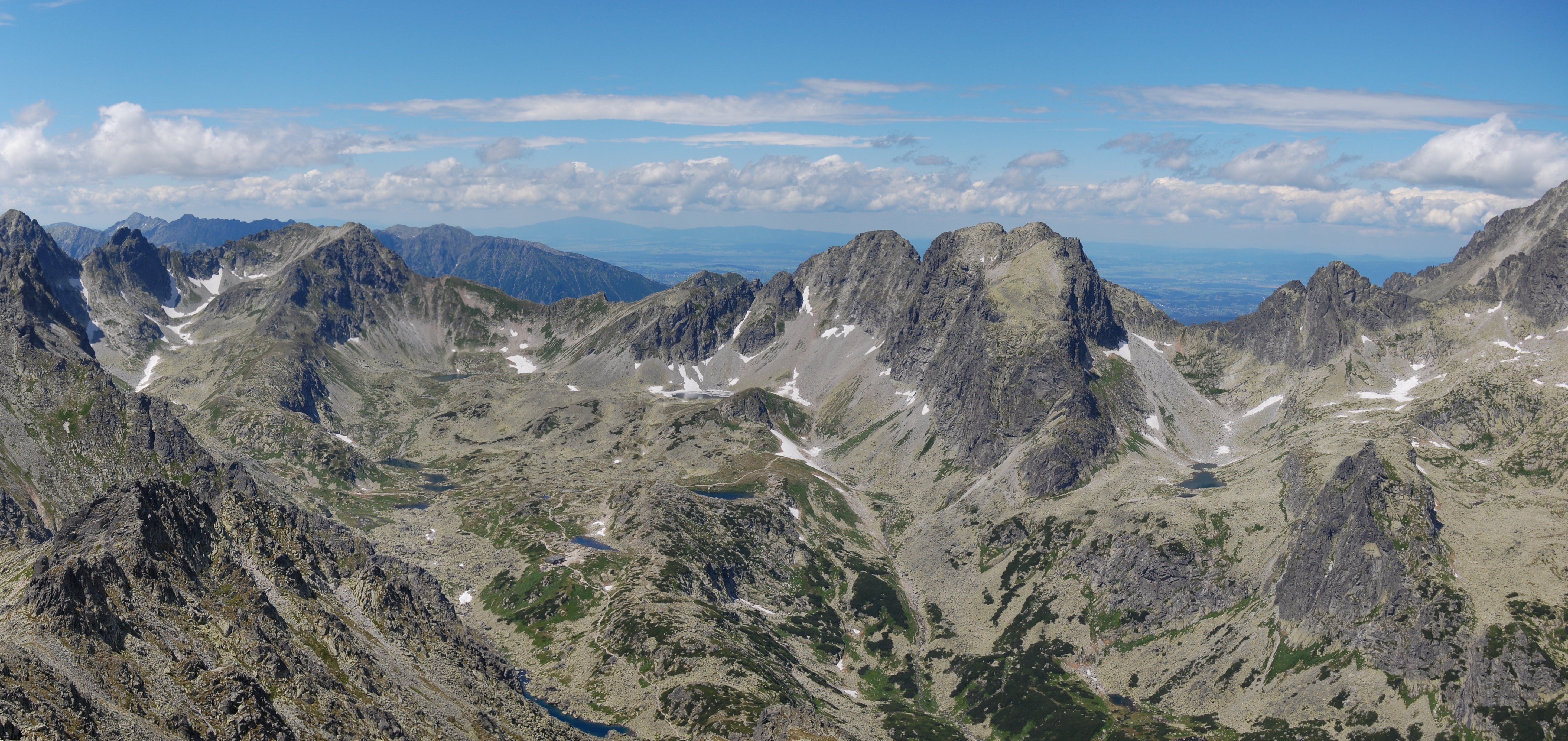
Wyższa część doliny widziana ze Sławkowskiego Szczytu

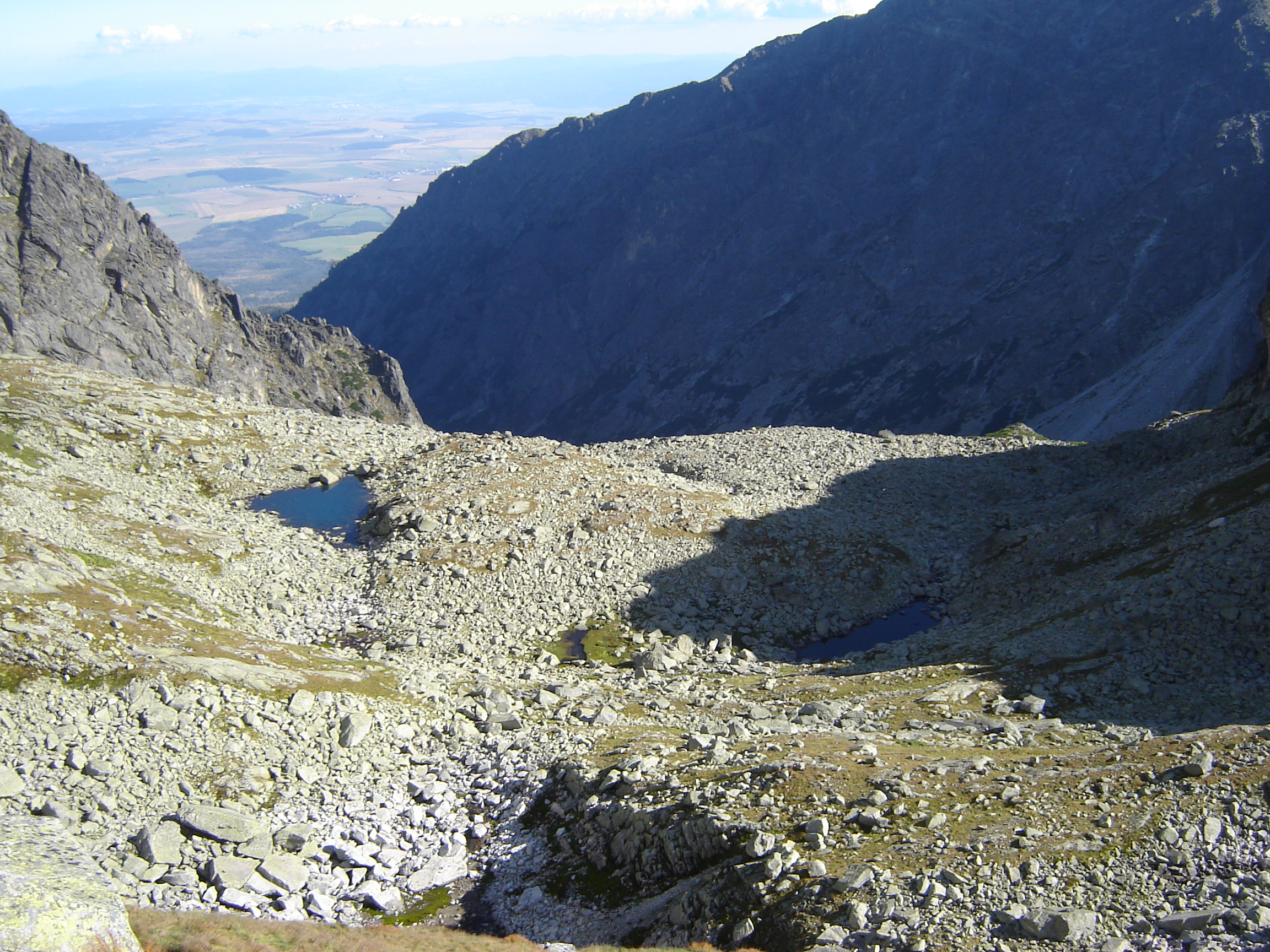
Górne piętro doliny ze Strzeleckimi Stawami

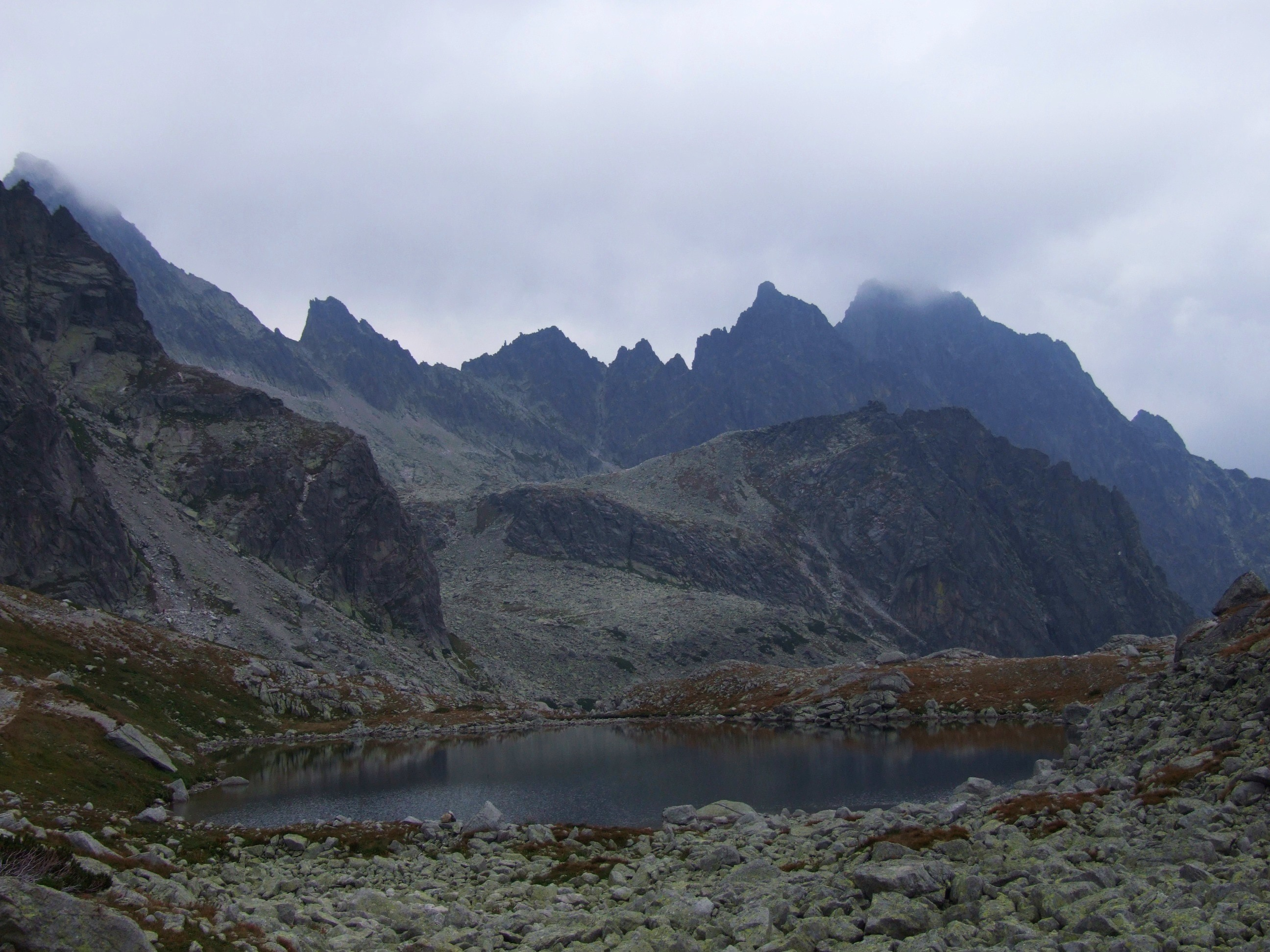
Wyżni Harnaski Staw

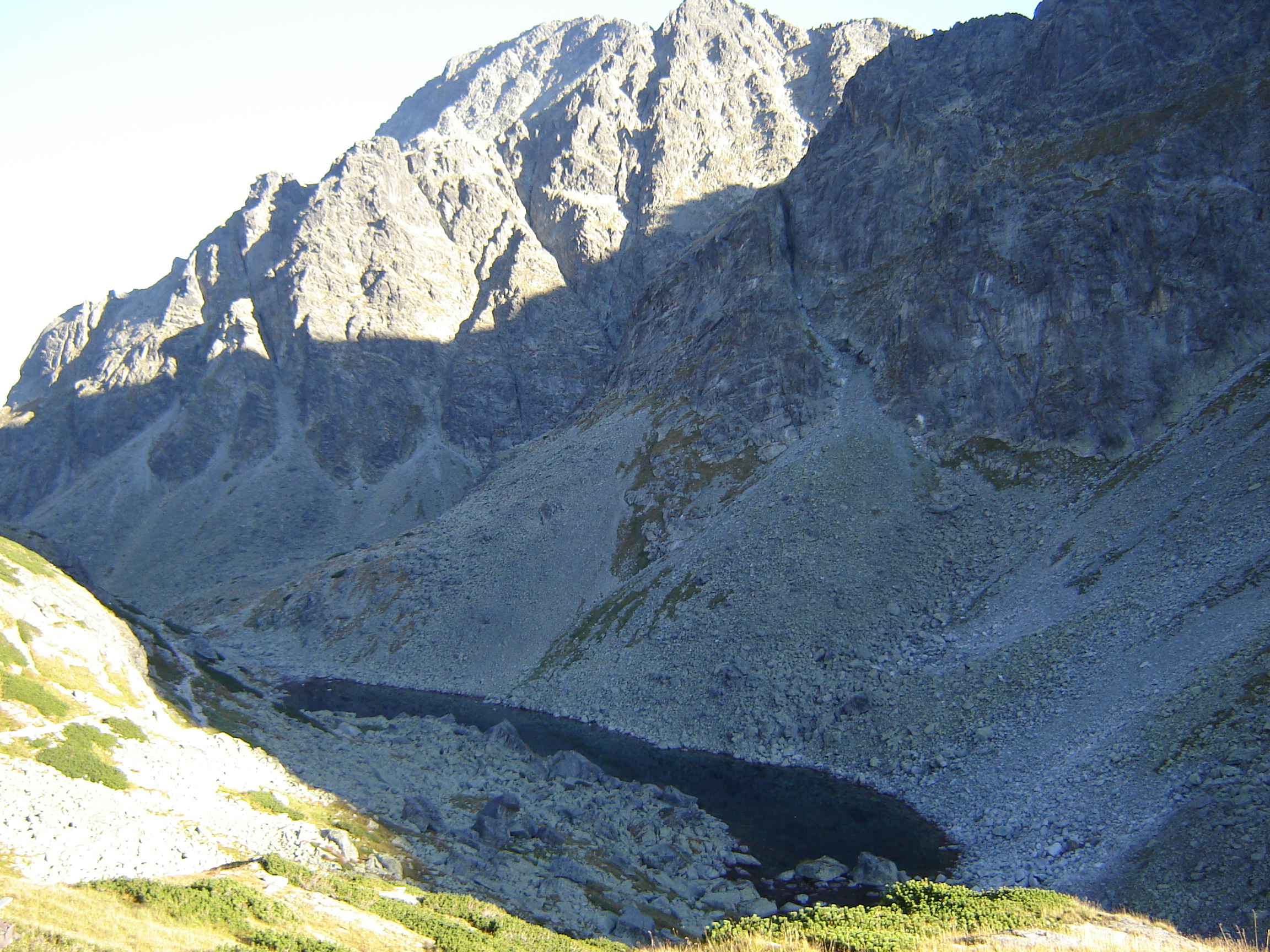
Długi Staw Staroleśny ze schroniska

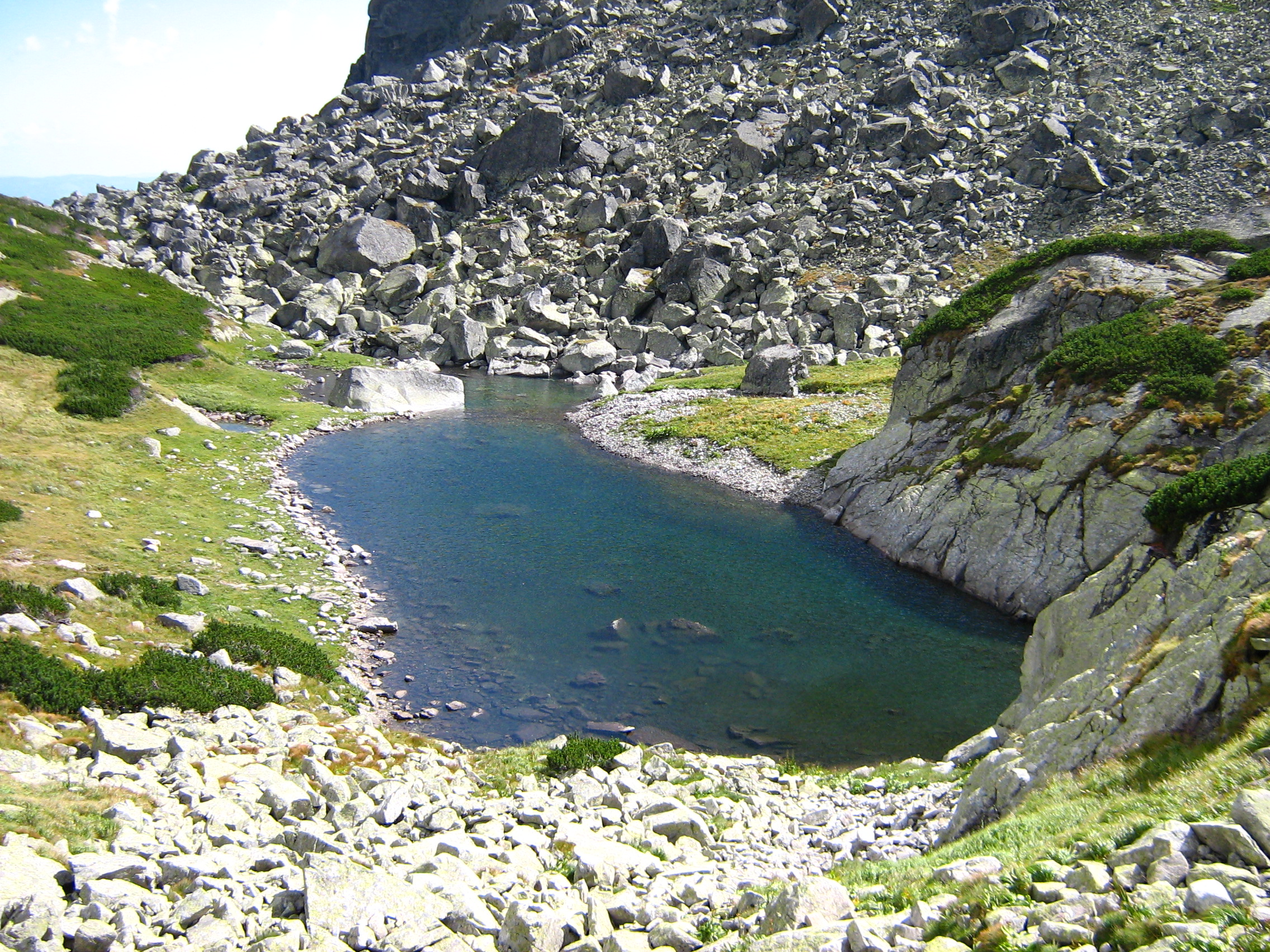
Warzęchowy Staw

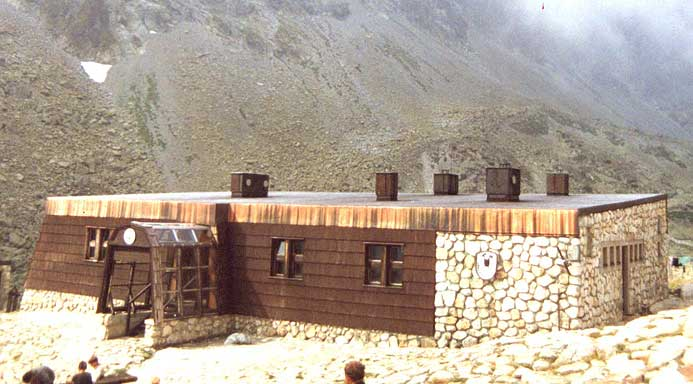
Schronisko Zbójnickie

Dolina Staroleśna (słow. Veľká Studená dolina, niem. Großes Kohlbachtal, węg. Nagy-Tarpataki-völgy) – jedna z największych dolin tatrzańskich położonych na terenie Słowacji w Tatrach Wysokich. Otwarta w kierunku południowo-wschodnim łączy się z Doliną Małej Zimnej Wody (Malá Studená dolina), tworząc Dolinę Zimnej Wody. System Doliny Zimnej Wody i jej dwóch gałęzi tworzy dolinę walną.

## Topografia
Dolina Staroleśna w dolnej części jest zalesiona. Łagodnie podchodzi do górnej części, gdzie rozszerza się i układa tarasowo progami, rozgałęziając się w szereg kotlin i mniejszych dolin i podchodząc pod główną grań Tatr Wysokich. Do jej odgałęzień należą:
- Strzelecka Kotlina (Strelecká kotlina) u podnóży Małego Lodowego Szczytu (Široká veža) i Ostrego Szczytu (Ostrý štít),
- Siwa Kotlina (Ostrý kotol), podchodząca pod ściany Ostrego Szczytu (Ostrý štít) i Jaworowego Szczytu (Javorový štít),
- Zbójnickie Korycisko u podnóży Jaworowego Szczytu (Javorový štít), Pośredniego Jaworowego Szczytu (Prostredný Javorový štít) i Małego Jaworowego Szczytu (Malý Javorový štít),
- Pusta i Graniasta Kotlina (po słowacku określane wspólnie jako Rovienková kotlina[1]) ze Zmarzłym Stawem, pomiędzy ramionami szczytów Jaworowego i Świstowego,
- Dzika Kotlina (kotlina pod Divým sedlom, Divá kotlina) zawieszona wysoko pod ścianami Dzikiej Turni,
- Warzęchowa Kotlina (Varešková kotlinka) poniżej Staroleśnego Szczytu,
- Nowoleśna Kotlina (dolinka nad Vareškovým plesom),
- Jamina (Slavkovská jama).

Dolina Staroleśna graniczy:
- od północnego wschodu z Doliną Małej Zimnej Wody, rozdziela je boczna grań odchodząca od Małego Lodowego Szczytu (Široká veža) przez szczyt Pośredniej Grani (Prostredný hrot, 2441 m n.p.m.) i jego ramię – Zimnowodzką Grań (Prostredný hrebeň) z kulminacjami w Ciemniastej Turni (Chmúrna veža, 2258 m) i Kościołach (Kostoly, 2151 i 2088 m),
- od północy z Doliną Jaworową (Javorová dolina), a dokładniej z jej odnogą Zadnią Jaworową (Zadná Javorová dolina), rozdziela je główna grań Tatr na odcinku od Małego Lodowego Szczytu przez Ostry Szczyt (Ostrý štít), Jaworowy Szczyt (Javorový štít) do Małego Jaworowego Szczytu (Malý Javorový štít),
- od północy i zachodu z dolinami: Świstową (Svišťová dolina) i Rówienki (Rovienková dolina) należącymi do systemu Doliny Białej Wody (Bielovodská dolina), rozdziela je główna grań Tatr na odcinku od Małego Jaworowego Szczytu przez Graniastą Turnię (Hranatá veža), Świstowy Szczyt (Svišťový štít), Dziką Turnię (Divá veža) do Małej Wysokiej (Východná Vysoká),
- od południowego zachodu z Doliną Wielicką (Velická dolina), rozdziela je boczna grań Tatr odchodząca od Małej Wysokiej do Staroleśnego Szczytu (Bradavica),
- od południa z Doliną Sławkowską (Slavkovská dolina), rozdzielają je ramiona Sławkowskiego Szczytu (Slavkovský štít) od Staroleśnego Szczytu przez Nowoleśną Grań (Skrinica), Sławkowską Grań (Vareškový hrebeň), Sławkowski Szczyt i Sławkowski Grzebień (Štrbavý hrebeň).

## Stawy
W dolinie znajduje się 27 stałych Staroleśnych Stawów i kilka okresowych stawków. Największy z nich to położony na wysokości 2057 m, pod ścianami Rówienkowej Turni (Rovenková veža), Zmarzły Staw Staroleśny (Ľadové pleso). Ma on 1,7 ha powierzchni i 17 m głębokości. Wypływa z niego Staroleśny Potok (Veľký Studený potok). Inne większe stawy to m.in.:
- Strzeleckie Stawy (Nižné Strelecké plesá) poniżej przełęczy Czerwona Ławka,
- Niespodziane Stawki (Studené plesá) i Siwe Stawy (Sivé plesá) pod ścianami Ostrego Szczytu,
- Harnaskie Stawy, czyli Wyżni Harnaski Staw (Starolesnianske pleso), Pośredni Harnaski Staw, Niżni Harnaski Staw, Niżnie Harnaskie Oko (w literaturze słowackiej określane wspólną nazwą Sesterské plesá) i Wyżnie Harnaskie Oko,
- Puste Stawy (Pusté plesá),
- Zbójnickie Stawy (Zbojnícke plesá),
- Długi Staw Staroleśny (Dlhé pleso),
- Warzęchowy Staw (Vareškové pleso).

## Nazwa
Polska nazwa doliny pochodzi od nazwy położonej poniżej wylotu doliny wsi Stara Leśna, której mieszkańcy mieli w niej swoje pastwiska. Nazwa słowacka „Veľká Studená dolina” (Wielka Zimna Dolina), podobnie jak i nazwa sąsiednia „Malá Studená Dolina” (Mała Zimna Dolina) oraz nazwy spływających nimi potoków związane są zapewne z subiektywnymi odczuciami zimna nieznanych nam, dawnych twórców tych nazw, przy czym nie jesteśmy dziś w stanie określić, które „zimne” nazwy były pierwotne: potoków czy dolin. W językach niemieckim i węgierskim nazwy doliny są pochodnymi odpowiednich nazw potoku (Großes Kohlbach i Nagy-Tar-patak).

## Historia
Do 1882 roku Dolina Staroleśna była własnością węgierskiej rodziny Berzeviczy, od roku 1901 jest natomiast terenem państwowym. Najpóźniej od XVIII wieku pojawiali się tu górnicy i poszukiwacze skarbów. Z turystów jako pierwszy dolinę odwiedził Kazimierz Łapczyński z przewodnikiem Wojciechem Walą w 1861 r. Pierwszymi osobami, które do Doliny Staroleśnej dotarły w zimie, byli Lajos Károly Horn, Siegfried Neumann i Jenő Serényi 15 kwietnia 1911 r., tego samego dnia pojawili się w niej też dr Jablonszky z towarzyszem i przewodnikiem Johannem Breuerem.

## Turystyka
Przez dolinę przebiegają szlaki turystyczne: przez przełęcz Rohatkę (Prielom) do Doliny Białej Wody i z Doliny Małej Zimnej Wody przez przełęcz Czerwona Ławka. W górnej części doliny znajduje się Schronisko Zbójnickie (Zbojnícka chata), a przy wejściu do doliny Rainerowa Chatka (Rainerova chata) oraz Schronisko Bilíka (Bilíkova chata). W pobliżu Schroniska Bilíka, na potokach Małej Zimnej Wody i Staroleśnym połączonych w potok Zimnej Wody (Studený potok) położone są Wodospady Zimnej Wody (Vodopády Studeného potoka). Prowadzi do nich szlak turystyczny ze Starego Smokowca oraz trasa Magistrali Tatrzańskiej.

## Szlaki turystyczne
– niebieski szlak znad Wodospadów Zimnej Wody i Rainerowej Chatki wzdłuż Staroleśnego Potoku do Schroniska Zbójnickiego i dalej na Rohatkę.
- Czas przejścia od Rainerowej Chatki do schroniska: 2:15 h, ↓ 1:45 h
- Czas przejścia od schroniska na przełęcz: 1:15 h, ↓ 55 min

  – żółty szlak, prowadzący ze Schroniska Téryego przez Czerwoną Ławkę do Schroniska Zbójnickiego.
- Czas przejścia ze Schroniska Téryego na przełęcz: 1:30 h
- Czas przejścia z przełęczy do Schroniska Zbójnickiego: 1:45 h